# Францисканский монастырь Энгельберг
Францисканский монастырь Энгельберг (нем. Franziskanerkloster Engelberg, Großheubach) — мужской францисканский монастырь, располагающийся недалеко от баварской ярмарочной общины Гросхойбах (Нижняя Франкония) и относящийся к епархии Вюрцбурга; история обители началась около 1300 года, когда на холме — на месте языческого святилища — была построена деревянная часовня. Является местом паломничества и туристической достопримечательностью региона; известен также статуей Св. Михаила над церковным порталом.

## История и описание
История самого холма Энгельберг, изначально называвшегося «Реглсберг», восходит к дохристианской эре: до распространения христианства в регионе здесь существовало языческое святилище, о котором сегодня напоминает крупный камень (валун) с искусственным углублением, похожим на чашу (известен как «Hünenstein» или «Heuneschüssel»). Около 1300 года здесь была построена простая деревянная часовня, посвященная Архангелу Михаилу: будучи тесно связан с «небесным воинством», Михаила часто выбирали покровителем для храмов, располагавшихся на месте бывших языческих храмов. Таким образом, холм стал «Энгельбергом» (буквально — «горой ангела»).
В начале XIV века, приблизительно в 1310 году, в часовню была привезена статуя Богородицы, которая до сих пор почитается некоторыми верующими как изображение способное творить чудеса — и является местом паломничества. К храму ведут 612 ступеней из красного песчаника; на пути расположены шесть часовен эпохи барокко и 14 «крестных станций» (см. Богослужение Крестного пути), добавленных в 1866 году. Точное время начала паломничества неизвестно: но самый старый сохранившийся подлинный документ — сообщавший о том, что паломнический храм нуждался в ремонте — датируется 1406 годом. По мере того, как число паломников росло, архиепископ Майнца — Ансельм Казимир Вамбольт — призвал в 1630 году в Энгельберг монахов-капуцинов из Рейнской провинции и настоял на постройке монастыря. Первый алтарь Марии был пожертвован монастырю в 1692 году генералом Якобом Альфонсом д’Авила, который был похоронен в монастырской церкви в 1695 году — могильная плита сохранилась.
Значительным произведением искусства, расположенным в храме, является высокая статуя Святого Михаила над церковным порталом: её создал Захарий Юнкер-старший около 1635 года — она тесно связана со значительно более известной статуей Михаила за авторством Губерта Герхарда в мюнхенской церкви Святого Михаила. Возведение статуи после поражения шведов-протестантов и их изгнания из Франконии после Тридцатилетней войны сделало церковь на Энгельберге памятником восстановленной католической веры в Баварии.
В период секуляризации в регионе, в 1828 году, монастырь — по приказу баварского короля Людвига I — был передан ордену францисканцев; старые монахи были перемещены в Ашаффенбург. В 1865 году был впервые издан первый том повести графини Иды Хан-Хан «Мария Регина», сюжет которой тесно связан с монастырем Энгельберг на Майне. В 1899 году местная церковь была расширена на запад и к ней была пристроена терраса. Сегодня Энгельберг известен как среди паломников, так и туристов: одноимённое темное пиво продается в магазинчике при монастыре, открытом в бывшем монастырском подвале в 2006 году.